# Isla Este (Islas Ashmore y Cartier)
La Isla Este  (en inglés: East Island) es uno de los tres islotes en Arrecife Ashmore. Está situada en las coordenadas geográficas 12º15 'S 123º05'E ,  a mitad de camino entre Australia y Timor. Es conocida a menudo como islote este (East Islet), un nombre que se utiliza , por ejemplo, en The World Factbook. Aunque el nombre oficial del islote es , sin embargo, Isla del Este o East.
Tiene una superficie total de alrededor de 25.000 metros cuadrados y un espacio terrestre de 0,16 kilómetros cuadrados. Al igual que las otras islas en el arrecife, esta despoblada. Políticamente es parte de Islas Ashmore y Cartier, un territorio externo de Australia. Sin embargo Algunos grupos de Indonesia cuestionan el control de Australia sobre estas islas.